# Mangakotukutuku Falls
Die Mangakotukutuku Falls sind ein Wasserfall bislang nicht ermittelter Fallhöhe im Egmont-Nationalpark in der Region Taranaki auf der Nordinsel Neuseelands. An der Nordflanke des Vulkans Mount Taranaki liegt er im Lauf des Mangakotukutuku Stream, der etliche Kilometer in nördlicher Fließrichtung hinter dem Wasserfall in den Waiwhakaiho River mündet.
Der Maud Track führt vom Ende der Zufahrtsstraße Maude Road in einer Gehzeit von rund einer Stunde zum Wasserfall.